# Comuna Novoandriivka, Șîreaieve
Novoandriivka (în ucraineană Новоандріївка) este o comună în raionul Șîreaieve, regiunea Odesa, Ucraina, formată din satele Jovtneve, Novoandriivka (reședința), Sicineve, Skosarivske și Zirka.

## Demografie
Componența lingvistică a comunei Novoandriivka
     Ucraineană (89,28%)
     Română (8,98%)
     Rusă (1,5%)
     Alte limbi (0,12%)
Conform recensământului din 2001, majoritatea populației comunei Novoandriivka era vorbitoare de ucraineană (89,28%), existând în minoritate și vorbitori de română (8,98%) și rusă (1,5%).